# Josephus Benjamin Weingartner

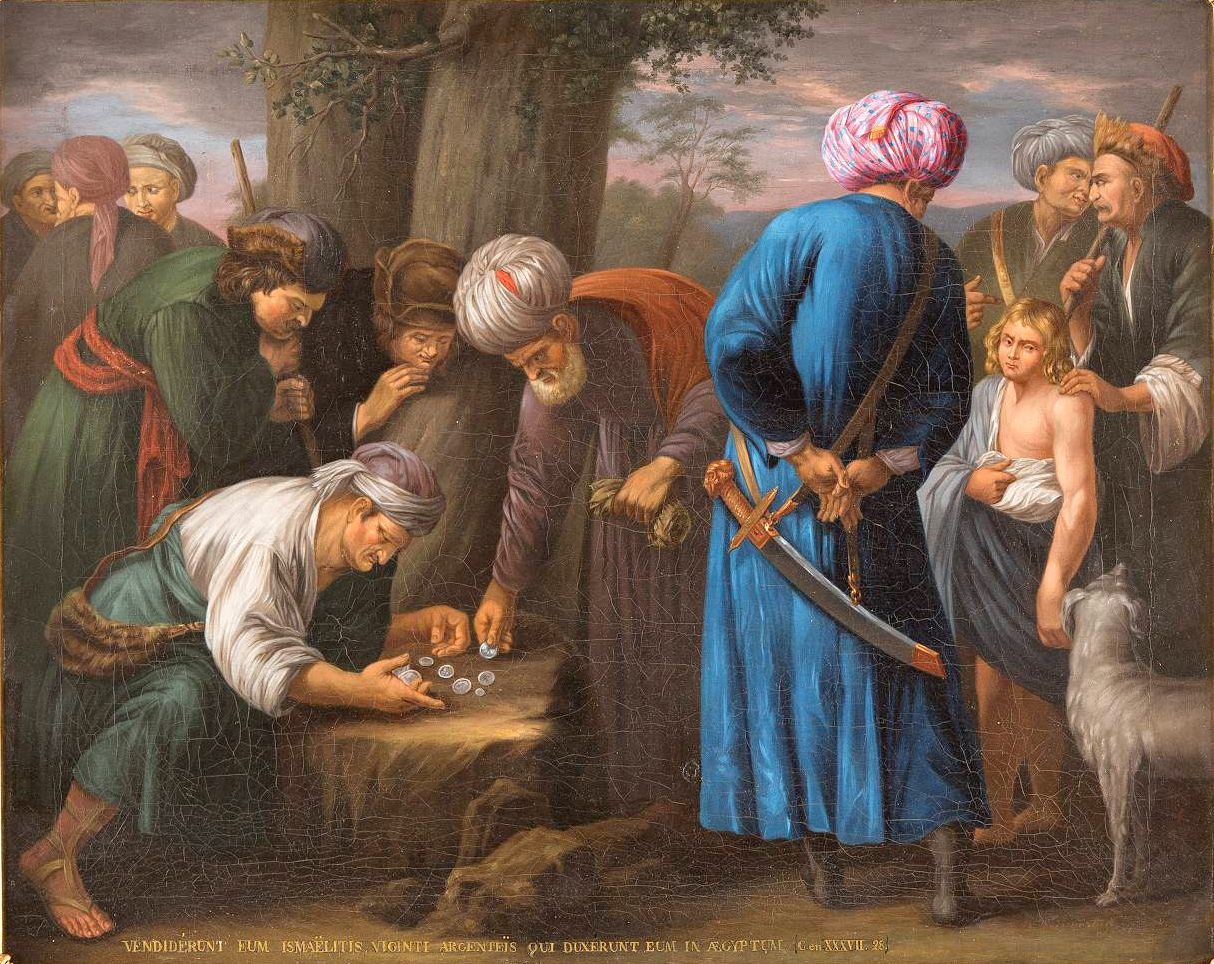
Die Brüder verkaufen Joseph an die Ismaeliter

Josephus Benjamin Weingartner (* 5. Februar 1803 in Den Bosch; † 29. Dezember 1885 in Tholen) war ein niederländischer Maler und Zeichenlehrer.
Geboren als Sohn von Joseph Weingartner (sein Familienname wurde in den Tholener Registern immer als „Weingartner“ ohne Umlaute eingetragen). Er besuchte die Koninklijke School voor Beeldende Kunsten in Den Bosch und erhielt dort 1819/20 eine Medaille.
Er lebte und arbeitete in Raamsdonk (1828), ließ sich 1829 in Bergen op Zoom als Malermeister und Zeichner nieder. Dort entstand eine Zeichenschule, die 1853 von der Gemeinde Bergen op Zoom übernommen wurde. Von da an war er „Stadtkunstmeister“ an der dortigen Städtischen Zeichenschule. Nach seiner Entlassung ging er am 23. Dezember 1878 als Zeichenlehrer nach Tholen. Er unterrichtete unter anderem Dimmen Gestel und Paul Rink. 